# Inger Løite
Inger Haldis Løite, född 27 september 1958 i Gjerstad, Norge, är en norsk politiker i Arbeiderpartiet. Hon var invald i Stortinget för Aust-Agder åren 2005–2009.